# Ho visto un re
Pistes de Vengo anch'io. No, tu no
La ballata del pittore
Ho visto un re (J'ai vu un roi) est une chanson de Enzo Jannacci. La musique a été composée par Paolo Ciarchi, et les paroles écrites par Dario Fo.
Sorti en single en 1968, comme face A (Ho visto un re/Bobo Merenda), il a ensuite été inclus dans l'album Vengo anch'io. No, tu no.

## Inspiration et histoire
Le texte de Dario Fo est tiré de l'émission Ci ragiono e canto, un spectacle de chansons folkloriques réalisés par Fo et mis sur pied par le collectif théâtral Nuova Scena (Nouvelle Scène). Il est représenté pour la première fois le 16 avril 1966 au Teatro Carignano de Turin. Le spectacle théâtral a été conçu comme une collection de chansons folkloriques liées au travail.
En particulier, la ballade Ho visto un re est la dérision sarcastique de la puissance, dont les intérêts se font au détriment des gens ordinaires.
La voix narrative est celle de paysans qui chantent qu'ils ont remarqué que les puissants (« le roi, l'empereur, l'évêque, le cardinal, les riches »), touchés dans leurs intérêts, même le plus faible, « pleurent », contrairement aux paysans, qui même privés des choses essentielles, doivent s'en satisfaire, car leur pleurs « font mal au roi, au cardinal et au riche, qui quand nous pleurons sont tristes. »
Le texte comprend quelques phrases en lombard.